# Chronicon Altinate
Das Chronicon Altinate, gelegentlich auch Chronicon Venetum genannt, ist eine der ältesten Geschichtsquellen Venedigs. Sie ist aber auch seit mehr als zwei Jahrhunderten eine der umstrittensten in Bezug auf die Bezeichnung, die Entstehungszeit, den Verfasser, den Zusammenhang zu zeitgenössischen Manuskripten sowie zwischen den nicht übereinstimmenden und den bisher drei kritischen Editionen zugrundeliegenden Handschriften. Die Kompilation der Textsammlung lässt sich nicht auf einen einzelnen Verfasser zurückführen.
Es handelt sich weniger um eine Chronik, wie der Name nahelegt, als vielmehr um eine Kompilation von Legenden zur Entstehung Venedigs und von Mythen wie der Abkunft der ersten Veneter von den Trojanern oder dem Angriff Pippins, des zweiten Sohnes Karls des Großen, auf die Lagune von Venedig. Hinzu kommen Listen von Bischöfen, Päpsten, Dogen und Kaisern, dazu Kirchenverzeichnisse und Geschlechterregister sowie chronikalische Notizen.
Die bedeutendsten Handschriften liegen im Vatikan, in Venedig und in Dresden, doch ist unklar, in welchem Verhältnis die drei Manuskripte zueinander und zu einer Reihe weiterer Handschriften stehen. Selbst die Frage, ob das „barbarische“ Latein der Chronik als Ausdruck des frühmittelalterlichen Niedergangs der Lateinkenntnisse zu deuten sei, oder ob diese mitunter wirre Ausdrucksweise womöglich der Vortäuschung hohen Alters und damit der Steigerung der Glaubwürdigkeit gedient haben könnte, bleibt unklar.
Das Chronicon Altinate hat deshalb eine so enorme Wirkmacht erhalten, weil die vom Staat bis 1797 streng kontrollierte Geschichtsschreibung Vieles aus ihm übernahm, ein Prozess, der spätestens mit der Chronik des Dogen Andrea Dandolo (1343–1354) einsetzte, die die Zeit bis 1280 umfasst, denn diese wurde zur Hauptquelle für die späteren Chronisten. Als Mitte des 14. Jahrhunderts die Geschichtsschreibung nicht mehr in Latein, sondern in der Volkssprache, dem Volgare, erfolgte, gelangten aus den überlieferten, aber auch aus einer verlorenen Handschrift weitere Einzelheiten aus dem Chronicon Altinate in die Historiographie Venedigs.

## Name

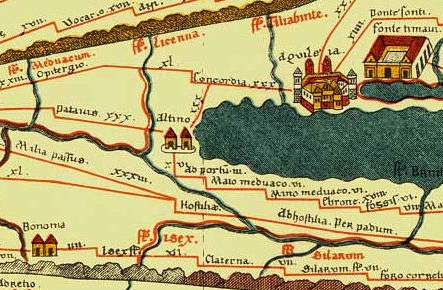
Kartenausschnitt der Tabula Peutingeriana aus dem 12. Jahrhundert, im Mittelpunkt das namengebende „Altino“ am Rand der Adria

Die Bezeichnung als „Chronicon Altinate“ nannte 1732 Marco Foscarini, denn er meinte, dass es einigen gefalle, den anonymen Verfasser so zu nennen, weil er sich so ausgiebig mit Altinum befasse, einer reichen und berühmten Stadt. Der Herausgeber von 1845, Antonio Rossi, meinte sogar, sie habe von Anfang an aus diesem Grunde so geheißen. Erstaunen erregt diese Annahme deshalb, weil der Verfasser der Chronik sich in nur wenigen Zeilen mit der Stadt befasst, und dann nur mit deren Zerstörung und dem nachfolgenden Exodus. Während Apostolo Zeno († 1750) und Bernard de Montfaucon († 1741) diesen Namen vermieden, gestand ihn Henry Simonsfeld, der im Rahmen der Monumenta Germaniae Historica eine Edition vornahm, nur deshalb zu, weil er im 19. Jahrhundert längst geläufig war. Nicolae Iorga fand den Namen unlogisch, der leitende Archivar des Staatsarchivs Venedig Roberto Cessi versuchte ihn durch seine „Origo civitatum Italiae“ zu ersetzen. Doch konnte sich Cessi damit nicht durchsetzen und so leben Altinate und Gradense als getrennte Chroniken fort. Für Cessi war „Chronicon Altinate“ „una ridicola mistificazione“ („eine lächerliche Mystifizierung“).

## Inhalt der Chronik
Den Anfang der Chronik bildet, nachdem die ersten 15 Patriarchen von „Beatus Heliodorus episcopus sedit primus“ bis hin zu „Paulus“ angeführt wurden, die legendäre Abwanderung der Bewohner von Altinum, die Gründung von Torcello, die Errichtung des Patriarchats von Grado. Diese Passage fand, so die ältere Meinung, Eingang in das Chronicon Gradense. Die nachfolgende Liste der Patriarchen wurde sukzessive bis in das 13. Jahrhundert fortgeführt, die früheren Einträge dienten Johannes Diaconus als Vorlage für seine eigene Chronik, die Istoria Veneticorum. Dann folgen die Bischöfe von Torcello und von Olivolo (heute im Osten des historischen Zentrums von Venedig), darauf ein Verzeichnis von Kirchen und Klöstern, die von venezianischen Familien gegründet worden waren. 
Es folgt ein Verzeichnis derjenigen Familien, die Anfang des 9. Jahrhunderts auf den Inseln Rialto und Metamaucum ansässig waren, ein Abschnitt, der für die älteste Geschichte Venedigs von erheblicher Bedeutung ist. Eine zweite Geschichte des Patriarchats Grado bietet weitere Angaben über das private und öffentliche Leben der Bewohner. Daran schließt sich eine widersprüchliche, gelegentlich wirr genannte Erzählung über den Präfekten Longinus an, der demnach im 6. Jahrhundert lebte. Da sich eine Stelle auf Heinrich IV. bezieht, kann der Angriff Pippins auf die Lagunenorte erst zu dieser Zeit eingefügt worden sein. Dem schließt sich wiederum eine Papstliste bis Damasus II. († 1048) an, eine Liste der Dogen, dann eine der römischen Kaiser bis Theodosius I., der oströmischen ab Arkadius – wobei hier die weströmischen Kaiser, die bis in die Zeit Karls des Großen herrschten, fehlen. 
Die folgende, fabelhafte Darstellung des Trojanischen Krieges wurde in der Dresdner Handschrift an den Anfang gesetzt. Mit dieser Herkunftsableitung ist die Chronik im europäischen Mittelalter etwas ganz und gar gewöhnliches, denn, wie Horst Brunner konstatierte, erschien Troja den Zeitgenossen als „Wiege der europäischen Völker“, oder, wie Maria Klippel feststellte, „wurde Troja als Wiege fast aller europäischen Staaten angesehen“.

## Sprache und Stil
Insgesamt ist die Sprache davon geprägt, dass einfachste Grammatikregeln unbekannt zu sein scheinen. So werden die Kasusendungen völlig willkürlich gebraucht, und selbst das Genus ist verschwunden, die Verben werden falsch gebeugt, Relativpronomina werden unverständlich gebraucht. Simonsfeld nennt den Stil in seiner Edition „valde barbarum“. Gina Fasoli stellte sich angesichts dieser ‚sehr barbarischen‘ Sprache die Frage, ob diese selbst eine Funktion gehabt haben könnte. Sie nahm an, dass eine derartige „Barbarei“ womöglich einem bewussten Akt entsprungen wäre, der dem Text den Anschein von Altertümlichkeit und damit Glaubhaftigkeit verleihen sollte, denn ein derartiger Umgang mit der Sprache würde ansonsten in keinem einzigen Dokument der gesamten venezianischen Geschichte auftauchen.

## Datierung und Handschriften
Lange wurde angenommen, die Chronik sei bereits im 9. Jahrhundert begonnen worden, spätestens aber im 10. Jahrhundert. Die vier Handschriften sind so unterschiedlich, wie Max Manutius meinte, dass es fast unmöglich sei, eine geschlossene Edition in Gestalt einer ursprünglichen Form bereitzustellen. In allen Handschriften finden sich größere Einschübe.
Diese vier Handschriften, von denen eine in Rom, eine in Dresden und zwei in Venedig liegen, sind der Codex Vaticanus 5273 aus dem 13. Jahrhundert, der Codex Dresdensis F. 168, ebenfalls aus dem 13. Jahrhundert, dann der Codex Venetus aus der Bibliothek des Patriarchenseminars in Venedig H V 44 (heute im Museo Civico Correr, abermals 13. Jahrhundert), daneben der Codex Venetus bibliothecae S. Marci classis Italianae XI, nr. 124 vom Anfang des 16. Jahrhunderts. Die Frage, ob und wie die vier Handschriften in Zusammenhang stehen, hat, vor allem im Umkreis von Editionsvorhaben, die Konfusion noch verschärft. Erschwerend kam hinzu, dass die Signaturen, zuweilen sogar die Namen der Bibliotheken sich änderten.
Als älteste und damit für die Erschließung der Chronik bedeutendste Handschriften gelten die Vat. Lat. 5273, dann die F 168 und die H V 44, und zwar ausschließlich aufgrund ihres höheren Alters. Dabei nahm Henry Simonsfeld im Rahmen seiner Edition für die Monumenta Germaniae Historica an, dass die Vaticana die älteste sei, weil die Liste der byzantinischen Kaiser mit Johannes II. Komnenos endet, der von 1118 bis 1143 herrschte, eine zeitliche Grenze, die mit den Listen der Patriarchen und Bischöfe zu harmonieren schien. Roberto Cessi hingegen glaubte, dass die Handschrift einer Traditionslinie angehörte, der die Ergänzungen aus der Dresdense und der Handschrift aus dem Patriarchenseminar fehlten. Demnach sei sie die jüngste der drei Handschriften.
Die Dresdener Handschrift war im Besitz von Bernardo Trevisan, wo sie von Bernard de Montfaucon und Apostolo Zeno konsultiert wurde. Die Edition von 1847, die Filippo Luigi Polidori besorgte, basiert auf dieser Handschrift. Sie reicht bis zur Thronbesteigung von Heinrich I. von Hennegau, also bis 1206, andererseits fehlt die Genealogie der fränkischen Könige.
Der Patriarchencodex, also der aus der Bibliothek des Seminars, hatte zunächst die Signatur B III 10, dann H V 44, derzeit aber 951. Er gehörte Marino Sanudo di Leonardo, in dessen Bibliothek er die Nummer 2784 trug, wie einer wohl eigenhändigen Eintragung zu entnehmen ist. Im 17. und 18. Jahrhundert lag er wohl in der Bibliothek der Familie Trevisan, doch galt er Mitte des 18. Jahrhunderts als verschollen. Francesco Calbo Crotta gelangte in seinen Besitz, der ihn wiederum 1815 an Abt Sante della Valentina verlieh. 1827 übereignete Calbo Crotta den Codex an das Seminar des Patriarchen. Susy Marcon konnte belegen, dass die Handschrift zwar aus dem 13. Jahrhundert stammt, doch sind ihrer Auffassung nach drei Entstehungsphasen zu unterscheiden, nämlich im ersten und zweiten Jahrzehnt des 13. Jahrhunderts, dann in der vierten und fünften Dekade, schließlich in der zweiten Hälfte des Jahrhunderts. Schon früher waren verschiedene Vorschläge unterbreitet worden, wie 1210 (Bernard de Montfaucon, Apostolo Zeno, Antonio Rossi), kurz nach 1205 (Emmanuele Antonio Cicogna) oder zwischen 1237 und 1249 (Giovanni Monticolo).
Im Gegensatz zu anderen Manuskripten enthält der Dresdense die Genealogie der Frankenkönige und weitere verstreute Angaben, einschließlich des Chronicon Gradense und Auszüge aus dem Pseudo-Altinate. Die Edition von Rossi basierte auf diesem Codex. In der Sammlung Cicogna – sie geht auf Emmanuele Antonio Cicogna zurück – existieren zwei Abschriften aus dem 19. Jahrhundert. Dabei ist Ci 274 eine Abschrift durch Abt Sante della Valentina († 1826), während August Prost vermutet (eine Abschrift, zu der Cicogna keine weiteren Angaben macht), Ci 617 sei von Michele Angelo Doria kopiert worden. Zu diesen Chroniken steht wiederum Marc. Lat. X 305 und Barb. 247 sowie zwei Manuskripte aus der Bibliothèque nationale in Paris und eine aus der Foscarini-Sammlung in Wien in Beziehung. Nach Giovanni Monticolo sind Patriarchenseminar und Dresdense näher bei Johannes Diaconus, als die Vaticana. Enrico Besta schien sogar, dass im Falle der Bevorzugung der beiden, der zu edierende Text nicht mehr so absurd erscheinen würde.
Bruno Rosada konnte nachweisen, dass die Ilias in der Vaticana, und nur dort erschien, während die fränkischen Legenden nur in der Vaticana und in der Patriarchenhandschrift auftauchen, die Legende von Narses und Longinus in allen dreien, die Erzählung von Aeneas bis Caesar nur in der Dresdense und der Patriarchenhandschrift.
Marco Foscarini platzierte das Chronicon Altinate zunächst in die Zeit um 1200, denn die Reihe der Dogen und Patriarchen endete mit Pietro Ziani und Angelo Barozzi, die 1205 und 1201 gewählt wurden. Auch andere Autoren, wie Cicogna, pflichteten dieser ungefähren zeitlichen Einordnung bei. Roberto Galli hingegen datierte die Chronik weiterhin sehr früh. Für ihn reichten die Quellen, aus denen exzerpiert worden war, bis ins 6. Jahrhundert zurück – so etwa die Episode um Narses und Longinus. Für ihn stammten Teil I bis III aus der Zeit zwischen 568 und 572, wohingegen Teil IV zwischen 827 und 829 entstanden war. Andere Autoren, darunter Simonsfeld und Cessi lehnten diesen naiven Ansatz, Mythen in reine Historie zu verwandeln, ab. Dennoch wurde weiterhin akzeptiert, dass einige Teile der Chronik zeitlich vor Johannes Diaconus lagen. Sieht man von Samuele Romanin ab, der sich mehrfach widersprach, so schloss selbst Henry Simonsfeld vom „barbarischen“ Latein auf die Mitte des 10. Jahrhunderts, später auf das Ende des 10. Jahrhunderts. Dabei glaubte er an spätere Ergänzungen, wie etwa der Episode um Karl den Großen, die nach ihm zwischen 1056 und 1065 eingefügt worden war, bis hin zu den Patriarchen- und Bischofslisten, die während des 11. Jahrhunderts hinzukamen. Noch später wurden im 13. Jahrhundert byzantinische und lateinische Kaiser ergänzt. Die Annahme, dass um einen Kern des 10. Jahrhunderts weitere Ergänzungen vorgenommen worden waren, wurde von verschiedenen Historikern, wie Giovanni Monticolo, Bernhard Schmeidler und zunächst auch von Carlo Cipolla akzeptiert. Die Einschätzung von Simonsfeld basierte auf seiner strikten Annahme, dass das Chronicon Gradense, das man zu dieser Zeit Johannes Diaconus zuschrieb, von Johannes aus einem Exzerpt des Chronicon Altinate abgeschrieben worden sei.
Der Erste, der diese zeitliche Einordnung bezweifelte, war Enrico Besta, dessen These partiell von Carlo Cipolla unterstützt wurde. Besta betrachtete die Kerndarstellung und ordnete sie einer Epoche zu, in der Venedig bereits das östliche Mittelmeer beherrschte. Es sei, so Besta, nicht möglich, auf diese Art über Venedig zu schreiben, wenn es nicht eine prosperierende, dominante Stadt gewesen sei, ein Zustand, der erst unter Pietro Orseolo (976–978) erreicht worden sei. Ihn erinnerte die Situation, die man beim Betrachten der Chronica vor Augen geführt bekomme, an eine der Bedrohung sowohl durch den West- als auch den Ostkaiser, was gut in die Zeit Friedrich Barbarossas und Manuel I. Komnenos’ passte, also ins 12. Jahrhundert. Augusto Gaudenzi übernahm diese Einordnung und präzisierte sie auf die erste Hälfte des 12. Jahrhunderts, indem er Giacomo Veneto, eine wenig bekannte Figur aus Konstantinopel als Autor vorschlug. Doch die genaue Studie von Lorenzo Minio-Paluello zu diesem putativen Verfasser führte zu dessen Ablehnung schon aufgrund seiner hohen Bildung, die in krassem Gegensatz zum kruden Latein der Chronik stand. Auch auf der Grundlage einer in Großbritannien entdeckten Quelle, der Cronica Venetum, saec. XI, konnte Carlo Castellani nicht entscheiden, ob es sich um eine Altinate oder einen Johannes Diaconus handelte, so dass er bloß das 11. bis 12. Jahrhundert vermutete.
Roberto Cessi schlug für die erste Periode die Zeit zwischen 1092 und 1118 vor, wobei er wiederum an den kaiserlichen Listen ansetzte. Für die zweite nahm er einen Zeitrahmen von 1145 bis 1180 an. Für die dritte Periode konnte er keinen Zeitpunkt festlegen, doch lag dieser in jedem Falle vor Pietro Ziani, also vor 1205. Wie schon früher durch Bartolomeo Cecchetti, so wurde nun ein breiterer Entstehungsrahmen angenommen. Gina Fasoli akzeptierte Cessis Ansicht als plausibel aus kritischer Perspektive, als akzeptabel aus historischer. Gherardo Ortalli folgte Cessis Argumenten nur bedingt, denn er mochte nicht ausschließen, dass einige Teile der Chronica noch vor Johannes Diaconus entstanden waren. Robert Lee Wolff glaubt, „the garbled and difficult Chronicon Venetum called ‘Altinate’“, die ‚verstümmelte und schwierige‘ Chronik also, stamme aus der Mitte des 11. Jahrhunderts, Marino Zorzi nimmt an, dass die ältesten Teile aus der Zeit vor dem 11. Jahrhundert stammen, Jacques Poucet präferiert das 11. bis 12. Jahrhundert.

## Einfluss auf die Staatschronistik Venedigs
In der Chronik des Dogen Andrea Dandolo, die wie durch einen Flaschenhals die Legenden- und Mythenbildungen aus der frühen Zeit Venedigs nicht nur bündelte, sondern auch zum Grundstock venezianischer Mythenentfaltung dauerhaft hinzufügte, entfaltete sich erstmals eine von der Staatsspitze kontrollierte und gesteuerte Geschichtsschreibung, die bis zum Ende der Republik Venedig, also bis 1797, fortgesetzt wurde. Sie beherrschte fortan nicht nur die Historiographie, sondern verdrängte darüber hinaus alle anderen Ansätze, so dass die meisten Werke der Zeit vor Dandolo verschwanden, wie schon Marco Foscarini feststellte, oder Jahrhunderte in den Archiven schlummerten. Auf der anderen Seite gab die Chronik, die zwischen 1342 und mindestens 1352 entstand, der Geschichtsschreibung starke Impulse. Sie selbst zitierte mindestens 280 Dokumente vollständig oder in Regestenform, eine Arbeit, die nur durch unmittelbaren Zugang zum Archiv im Dogenpalast zu bewältigen war. Im Zentrum dieser Bemühungen standen die Kanzler Benintendi de’ Ravegnani (Großkanzler ab 1352) und Rafaino de’ Caresini, ersterer ein Freund des Dogen, letzterer der Fortsetzer der Chronica Brevis für die Jahre 1343 bis 1388, die gleichfalls dem Dogen zugeschrieben wurde. In ihr erscheinen nun endgültig die Dogen beinahe als einzige Herren der Geschichte, während die frühen Institutionen der Volksversammlung (arengo) oder der Tribunen umgedeutet oder beinahe vergessen wurden; die Geschichte Venedigs wurde bis 1797 zur bloßen Abfolge der genau 120 nicht nur überlieferten, sondern auch von der Staatschronistik als solche akzeptierten Dogen.
In die apologetische Historiographie des besagten Dogen flossen mittelbar Teile des Chronicon Altinate ein, die vor allem über drei Autoren vermittelt wurden. Diese waren Frater Paulinus, Jacopo da Varazze (oder da Varagine) und Pietro Calò oder Petrus de Clugia. Die Historia Satyrica des Fra Paolino erkannte etwa Henry Simonsfeld als „Hauptquelle“ des dogalen Werkes. Dies gilt etwa mit Blick auf die Beziehungen zu den römisch-deutschen Königen, und vielfach scheint Paulinus sogar die einzige Quelle zu sein, auf die sich Andrea Dandolo stützte. Jacopo da Varagines Werk, das als Legenda Aurea vulgo Historia Lombardica dicta bekannt ist, trug ebenso zu Dandolos Opus bei, wie die Legendae de tempore et de sanctis des Pietro Calò aus Chioggia.
Keinen Einfluss des Chronicon Altinate sieht man hingegen auf die Historia Ducum Veneticorum, ein Geschichtswerk, das nach gängiger Auffassung nach dem Tod Pietro Zianis, also nach 1229 entstanden ist. Dies hängt damit zusammen, dass dieses Werk erst 1102 einsetzt, sich also für die frühe Geschichte Venedigs gar nicht interessiert. Sein Schwerpunkt liege, wie der Herausgeber Henry Simonsfeld annahm, auf dem Vierten Kreuzzug. Deutlich stärker rezipierte der Verfasser der Chronica di Marco, einer unedierten Chronik, die, folgt man dem Prolog, 1292 entstand. Der Verfasser bediente sich bei Les Estoires de Venise, der Chronik des Martino da Canale, kopierte aber auch aus dem Chronicon Altinate. Er ließ jedoch ganze Passagen und Zeiträume aus. Dabei korrigierte und variierte er die Form.
Mitte des 14. Jahrhunderts fand ein erneuter Richtungswechsel der Geschichtsschreibung statt, denn nunmehr wurde das Lateinische durch das Volgare, die Volkssprache abgelöst. Einige der Autoren griffen dabei offenbar wieder auf das Chronicon Altinate zurück. So weist der Codex Marc. cl. X, Lat. 36a, dessen hohen Wert schon Simonsfeld im Zusammenhang mit seinem Editionsvorhaben erkannte, einige Hinweise auf. Er stellte fest, dass der Verfasser eine vollständigere Version des Altinate zur Verfügung gehabt haben muss, als die heute bekannten Handschriften. Da ihm eine Handschrift vorgelegen haben muss, die auch die Historia Ducum Veneticorum enthielt, zog er diese für sein Editionsvorhaben der besagten Historia hinzu.

## Editionen
Die von Antonio Rossi 1845 besorgte erste Edition erfolgte im Archivio Storico Italiano. Sie basierte auf dem Codex aus dem Patriarchenseminar. Die 1847 erfolgte Edition von Filippo Polidori erschien in derselben Zeitschrift und basierte auf der Dresdner Handschrift, während Henry Simonsfeld die ältere der beiden Vatikanischen Handschriften für seine Edition in den Monumenta Germaniae Historica bevorzugte. Giovanni Monticolo, der einen zweiten Band seiner Cronache veneziane antichissime ankündigte, kam nicht mehr dazu, das Chronicon Altinate zu analysieren. Roberto Cessi schlug 1933 eine völlig neue Edition der Chronik vor.
- Henry Simonsfeld (Hrsg.): Chronicon Venetum quod vulgo dicunt Altinate, Monumenta Germaniae Historica, Scriptores XIV, Hannover 1883, S. 1–69. (Digitalisat)
- Filippo Luigi Polidori: Cronichon Venetum vulgo Altinate quod prius editum an. MDCCCXLV iuxta codicem Patriarch. Veneti Seminarii denuo prodit ex ms. codice Reg. Bibliothecae Dresdensis, in: Archivio Storico Italiano 5 (1847) appendice, S. 9–128. (Google Books)
- Antonio Rossi: La Cronaca Veneta detta Altinate, in: Archivio Storico Italiano, Florenz 1845, Introduzione (S. 3–10), Liber primus (S. 20–22), Liber secundus (S. 41–61), Liber tertius (S. 81–103), Liber quartus (S. 116–129), Liber quintus (S. 152–184), Liber sextus (S. 192–198), Liber septimus (S. 204–216), Liber Octavus (S. 220–228); jeweils mit vorangehendem commentario, dann S. 769–793 (correzioni e supplementi). (Digitalisat)